# Krapopolis
 (janvier 2024).
La mise en forme du texte ne suit pas les recommandations de Wikipédia : il faut le « wikifier ».
Les points d'amélioration suivants sont les cas les plus fréquents. Le détail des points à revoir est peut-être précisé sur la page de discussion.
- Les titres sont pré-formatés par le logiciel. Ils ne sont ni en capitales, ni en gras.
- Le texte ne doit pas être écrit en capitales (les noms de famille non plus), ni en gras, ni en italique, ni en « petit »…
- Le gras n'est utilisé que pour surligner le titre de l'article dans l'introduction, une seule fois.
- L'italique est rarement utilisé : mots en langue étrangère, titres d'œuvres, noms de bateaux, etc.
- Les citations ne sont pas en italique mais en corps de texte normal. Elles sont entourées par des guillemets français : « et ».
- Les listes à puces sont à éviter, des paragraphes rédigés étant largement préférés. Les tableaux sont à réserver à la présentation de données structurées (résultats, etc.).
- Les appels de note de bas de page (petits chiffres en exposant, introduits par l'outil «  Source ») sont à placer entre la fin de phrase et le point final[comme ça].
- Les liens internes (vers d'autres articles de Wikipédia) sont à choisir avec parcimonie. Créez des liens vers des articles approfondissant le sujet. Les termes génériques sans rapport avec le sujet sont à éviter, ainsi que les répétitions de liens vers un même terme.
- Les liens externes sont à placer uniquement dans une section « Liens externes », à la fin de l'article. Ces liens sont à choisir avec parcimonie suivant les règles définies. Si un lien sert de source à l'article, son insertion dans le texte est à faire par les notes de bas de page.
- La présentation des références doit suivre les conventions bibliographiques. Il est recommandé d'utiliser les modèles {{Ouvrage}}, {{Chapitre}}, {{Article}}, {{Lien web}} et/ou {{Bibliographie}}. Le mode d'édition visuel peut mettre en forme automatiquement les références.
- Insérer une infobox (cadre d'informations à droite) n'est pas obligatoire pour parachever la mise en page.

Pour une aide détaillée, merci de consulter Aide:Wikification.
Si vous pensez que ces points ont été résolus, vous pouvez retirer ce bandeau et améliorer la mise en forme d'un autre article.
Krapopolis est une série d'animation américaine créée par Dan Harmon et diffusée depuis le 24 septembre 2023 dans le bloc de programmation Animation Domination sur le réseau Fox.
En France, cette série est diffusée sur Warner TV Next depuis le 15 décembre 2024. Cependant elle reste inédite dans les autres pays francophones.

## Synopsis
Selon la Fox, « la série se déroule dans la Grèce antique mythique et est centrée sur une famille imparfaite d'humains, de dieux et de monstres qui tentent de gérer l'une des premières villes du monde sans s'entre-tuer ».

## Distribution

### Principaux personnages
- Richard Ayoade ː Tyrannis
- Matt Berry ː Shlub
- Pam Murphy ː Stupendous
- Duncan Trussell ː Hippocampus
- Hannah Waddingham ː Deliria

### Personnages récurrents
- Keith David ː Asskill
- Tessa Bonham Jones ː la narratrice
- Pia Shah ː Ermari
- Tara Strong
- Alanna Ubach
- Michael Urie ː Hermes

### Invités
- Malcolm Barrett
- Stephanie Beatriz ː Daphné, une nymphe des bois qui, avec d'autres nymphes des bois, veut débarrasser le monde des humains pour protéger la forêt.
- Yvette Nicole Brown ː Hérophile, une nymphe des mers et fille de Poséidon.
- Steve Buscemi ː Héphaïstos
- Dove Cameron
- D'Arcy Cardenː Camille, une Hydre avec laquelle Stupendous se lie d'amitié.
- David Crossː Mage
- Daveed Diggs ː Carrots, un centaure et l'ex-petit ami d'Herophile.
- Will Forte ː Campos
- Dave Franco ː Broséidon, le neveu de Poséidon qui est « célèbre parce qu'il est célèbre ».
- Spencer Grammer
- Chris Hardwick ː Une version fictive de lui-même, un Grec de l'Antiquité maudit pour modérer tous les panneaux jusqu'à la fin des temps.
- Tom Kenny
- David Koechner ː Poséidon
- Maurice LaMarche
- Jane Lynch ː Brenda, un Sphinx
- Zosia Mamet
- Joel McHale ː présentateur sportif no 1
- Tim Meadows ː Gregorios, un homme d'Athènes qui montre à Tyrannis comment les Athéniens créent de l'argent.
- Bobby Moynihan
- Annie Murphy
- Jim Rash ː Dionysos, le dieu du vin et de la fête.
- Kevin Michael Richardson ː le barman du bar fréquenté par Shlub et Iapetus, un titan
- Rob Riggle ː présentateur sportif no 2
- Tim Robinson ː Héraclès, le célèbre héros grec doté d'une force exceptionnelle.
- Susan Sarandon ː Déméter, la déesse de l'agriculture et l'une des rivales de Deliria dont les boucles d'oreilles ont été volées par Deliria.
- Jonathan Slavin
- Ben Stiller ː Prométhée, un Titan qui a donné le feu aux mortels et a été enchaîné à un rocher sur les ordres de Zeus, qui a demandé à un aigle de picorer le foie de Prométhée pour l'éternité.
- Amber Stevens West ː Athéna, la déesse de la sagesse et l'une des rivales de Deliria.
- Cedric Yarbrough
- Constance Zimmer

## Fiche technique
- Titre original ː Krapopolis
- Création ː Dan Harmon
- Musique ː Joe Wong
- Production ː Dan Harmon, Jordan Young et Duncan Trussell
- Sociétés de production ː Harmonious Claptrap, Fox Entertainment Studios, Bento Box Entertainment
- Pays : États-Unis
- Langue : anglais
- Durée ː 22 minutes

## Production
En juin 2020, il a été annoncé que Dan Harmon avait signé un accord avec Fox pour créer une nouvelle comédie animée pour adultes pour 2022, avec une commande directe de série. Il s'agira de la première série de comédie animée entièrement détenue par Fox Entertainment Studios.
En mai 2021, il a été annoncé que la série s'intitulerait Krapopolis. Dans le même temps, Fox a déclaré qu'il s'agirait de "la toute première série animée entièrement gérée sur la blockchain", et que le réseau vendrait des NFT et d'autres liens numériques avec la série,. Selon la Fox, les propriétaires de NFT "seront en mesure de voter sur le contenu spécifique de l'émission et de dicter des éléments exclusifs à l'antenne".
En juin 2021, il a été annoncé que Jordan Young serait le showrunner de la série.
En octobre 2022, la Fox a renouvelé la série pour une deuxième saison avant sa première.
En mars 2023, la série a été renouvelée pour une troisième saison. En avril 2023, il a été annoncé qu'Alex Rubens remplaçait Young en tant que showrunner pour les deuxième et troisième saisons.

## Sortie
En juillet 2022, la Fox a annoncé que la série devait commencer par un épisode spécial en avant-première le 27 novembre 2022, avant sa première officielle en 2023. Celle-ci a été reportée au 24 septembre 2023.

## Épisodes

### Première saison (2023-2024)
1. All Hail the Goddess of Likability!
2. The Stuperbowl
3. Wife Swamp
4. Prometheus
5. 12 Angry Goat Herders
6. Woods-stock
7. Please Demeter
8. Big Man on Hippocampus
9. Dungeons and Deliria
10. Ty's Tail Tale
11. Tyrdra
12. Buy Low, Sell Ty

### Deuxième saison (2024-2025)
1. Ice Week!
2. Thor
3. Hades Nuts
4. Mr. Boogens
5. Krapocalypse
6. National Lampoon's The Odyssey!
7. Ty Man Woman Table Chairs Food
8. Shlub$
9. Enter Prophecy Duck
10. John Fate Comes a Knockin’
11. Stavros, Live and in Concert
12. Baby Boom
13. Ty Big Fat Greek Wedding
14. Love Trap, Baby!
15. The Weather Stick
16. #2s
17. One Eye One Heart She's Stupe
18. A Pimple Favor

## Accueil
La série a reçu des critiques généralement mitigées. Le site web Rotten Tomatoes a rapporté un taux d'approbation de 56 % avec une note moyenne de 6,1/10, basée sur 14 critiques. Le consensus des critiques du site Web est le suivant : « Porté par ses superbes voix comme Atlas sur la Terre, Krapopolis n'est pas une comédie divine, mais offre suffisamment de rires pour les amateurs d'animation coquine ». Metacritic, qui utilise une moyenne pondérée, a attribué un score de 60 sur 100 sur la base de 14 critiques, ce qui indique des "critiques mitigées ou moyennes".